# Dean Berta Viñales
Dean Berta Viñales (Palau Sabardera, Gerona, 20 de abril de 2006-Jerez de la Frontera, 25 de septiembre de 2021) fue un piloto español de motociclismo del Campeonato Mundial de Superbikes, perteneciente al equipo Viñales Racing Team.
Primo de Maverick Viñales, también piloto de motociclismo, campeón del mundo de Moto3, y de Isaac Viñales, piloto del Mundial de Superbikes y expiloto de MotoGP.

## Carrera deportiva
Debutó en el Campeonato del Mundo de Superbikes en 2021, donde disputó once carreras, llegando a conseguir un cuarto puesto en la carrera disputada en el Circuito de Nevers Magny-Cours (Francia).

### Fallecimiento
Falleció a consecuencia de los golpes recibidos tras una caída en el Circuito de Jerez, durante la disputa de una de las pruebas del campeonato del mundo de la categoría SSP300. En la curva número 1 del circuito se produjo una caída múltiple, y tras caer al suelo fue arrollado por otros pilotos.
A las 15:11 horas del mismo día del accidente, la organización publicó el siguiente mensaje en sus redes sociales:
Nos entristece profundamente informar del fallecimiento de Dean Berta Viñales. La familia de Superbikes envía su amor a la familia, seres queridos y su equipo. Extrañaremos enormemente su personalidad, entusiasmo y compromiso. Todo el mundo de las carreras de motos te echará de menos, Dean. Viaja en paz

## Resultados

### Campeonato del mundo de Superbikes

#### Por temporada
| Temp. | Cat.           | Moto          | Equipo              | N.º | Carreras | Victorias | Podios | Poles | V.Ráp. | Pts. | Pos. |
| ----- | -------------- | ------------- | ------------------- | --- | -------- | --------- | ------ | ----- | ------ | ---- | ---- |
| 2021  | Supersport 300 | Yamaha YZF-R3 | Viñales Racing Team | 25  | 11       | 0         | 0      | 0     | 1      | 26   | 22   |